# Fay-en-Montagne
Fay-en-Montagne település Franciaországban, Jura megyében. Lakosainak száma 87 fő (2022. január 1.). Fay-en-Montagne Le Fied, Bonnefontaine, Ladoye-sur-Seille, La Marre és Picarreau községekkel határos.

## Népesség
A település népességének változása:
| Lakosok száma | 114  | 85   | 76   | 75   | 82   | 86   | 85   | 82   | 81   | 87   |
|               | 1968 | 1982 | 1990 | 2006 | 2013 | 2015 | 2017 | 2019 | 2020 | 2022 |